# هتل برج نیل
هتل برج نیل یک ساختمان بلندمرتبه و آسمان‌خراش در مصر است که در استان قاهره واقع شده‌است.